# Galium pumilio
Galium pumilio är en måreväxtart som beskrevs av Paul Carpenter Standley. Galium pumilio ingår i släktet måror, och familjen måreväxter. Inga underarter finns listade i Catalogue of Life.